# Taça da Liga 2023-2024
La Taça da Liga 2023-2024, conosciuta anche come Allianz Cup 2023-2024 per ragioni di sponsorizzazione, è stata la 17ª edizione della Coppa di lega portoghese, iniziata il 21 luglio 2023 e terminata il 27 gennaio 2024. Il Braga ha vinto il trofeo per la terza volta nella sua storia.

## Formula
Per questa stagione è stato ripreso il format classico della competizione che prevede la partecipazione di 34 squadre, 18 provenienti dalla Primeira Liga e 16 dalla LigaPro (le seconde squadre non sono ammesse). Tutte le squadre entrano al primo turno, ad eccezione delle squadre partecipanti alle competizioni europee: Arouca e Vitória Guimarães sono ammesse al secondo turno, mentre Sporting Lisbona, Porto, Benfica e Braga sono ammesse direttamente alla fase a gironi. La fase a gironi prevede 4 gironi di tre squadre ciascuno: le prime classificate di ciascun girone si qualificano per le semifinali.

## Calendario
| Turno         | Turno         | Sorteggio         | Date                         | Incontri |
| ------------- | ------------- | ----------------- | ---------------------------- | -------- |
| Primo turno   | Primo turno   | 3 luglio 2023     | 21-29 luglio 2023            | 14       |
| Secondo turno | Secondo turno | 3 luglio 2023     | 28 luglio - 9 settembre 2023 | 8        |
| Fase a gironi | 1ª giornata   | 11 settembre 2023 | 26-28 settembre 2023         | 12       |
| Fase a gironi | 2ª giornata   | 11 settembre 2023 | 31 ottobre - 6 dicembre 2023 | 12       |
| Fase a gironi | 3ª giornata   | 11 settembre 2023 | 21-23 dicembre 2023          | 12       |
| Semifinali    | Semifinali    | 11 settembre 2023 | 23-24 gennaio 2024           | 2        |
| Finale        | Finale        | 11 settembre 2023 | 27 gennaio 2024              | 1        |

## Primo turno
Il sorteggio per il primo e secondo turno è stato effettuato il 3 luglio 2023.
| 21 luglio 2023    |                 |                    |
| Torreense         | 1 - 0           | Mafra              |
| 22 luglio 2023    |                 |                    |
| Rio Ave           | 3 - 0           | Académico de Viseu |
| Nacional          | 0 - 0 (5-3 dtr) | Penafiel           |
| Vizela            | 2 - 1           | Marítimo           |
| AVS               | 1 - 1 (5-3 dtr) | Chaves             |
| Oliveirense       | 1 - 0           | Gil Vicente        |
| Estoril Praia     | 2 - 0           | Paços Ferreira     |
| 23 luglio 2023    |                 |                    |
| Leixões           | 0 - 0 (4-3 dtr) | Feirense           |
| Moreirense        | 1 - 1 (3-4 dtr) | Farense            |
| Belenenses        | 3 - 2           | Famalicão          |
| Länk Vilaverdense | 0 - 2           | Casa Pia           |
| Portimonense      | 3 - 1           | Estrela Amadora    |
| 24 luglio 2023    |                 |                    |
| Boavista          | 0 - 0 (4-5 dtr) | União Leiria       |
| 29 luglio 2023    |                 |                    |
| Santa Clara       | 0 - 0 (2-4 dtr) | Tondela            |

## Secondo turno
| 28 luglio 2023    |                 |              |
| AVS               | 1 - 0           | Vizela       |
| 29 luglio 2023    |                 |              |
| Farense           | 3 - 2           | Oliveirense  |
| Estoril Praia     | 5 - 1           | Belenenses   |
| 30 luglio 2023    |                 |              |
| Leixões           | 0 - 0 (5-4 dtr) | Portimonense |
| União Leiria      | 3 - 3 (4-5 dtr) | Nacional     |
| Torreense         | 0 - 2           | Casa Pia     |
| Arouca            | 2 - 0           | Rio Ave      |
| 9 settembre 2023  |                 |              |
| Vitória Guimarães | 0 - 1           | Tondela      |

## Fase a gironi
Il sorteggio per i gironi e le final four è stato effettuato l'11 settembre 2023.

### Girone A
| Squadra  | P.ti | G | V | P | S | RF | RS | DR |
| -------- | ---- | - | - | - | - | -- | -- | -- |
| Braga    | 4    | 2 | 1 | 1 | 0 | 4  | 2  | +2 |
| Casa Pia | 4    | 2 | 1 | 1 | 0 | 3  | 2  | +1 |
| Nacional | 0    | 2 | 0 | 0 | 2 | 2  | 5  | -3 |

|          | Bra   | Cpi   | Nac   |
| Braga    |       | 1 - 1 |       |
| Casa Pia |       |       | 2 - 1 |
| Nacional | 1 - 3 |       |       |

### Girone B
| Squadra | P.ti | G | V | P | S | RF | RS | DR |
| ------- | ---- | - | - | - | - | -- | -- | -- |
| Benfica | 6    | 2 | 2 | 0 | 0 | 6  | 1  | +5 |
| Arouca  | 3    | 2 | 1 | 0 | 1 | 2  | 3  | -1 |
| AVS     | 0    | 2 | 0 | 0 | 2 | 2  | 6  | -4 |

|         | Ben   | Aro   | Avs   |
| Benfica |       |       | 4 - 1 |
| Arouca  | 0 - 2 |       |       |
| AVS     |       | 1 - 2 |       |

### Girone C
| Squadra          | P.ti | G | V | P | S | RF | RS | DR |
| ---------------- | ---- | - | - | - | - | -- | -- | -- |
| Sporting Lisbona | 6    | 2 | 2 | 0 | 0 | 6  | 3  | +3 |
| Farense          | 3    | 2 | 1 | 0 | 1 | 3  | 4  | -1 |
| Tondela          | 0    | 2 | 0 | 0 | 2 | 1  | 3  | -2 |

|                  | Spo   | Far   | Ton   |
| Sporting Lisbona |       | 4 - 2 |       |
| Farense          |       |       | 1 - 0 |
| Tondela          | 1 - 2 |       |       |

### Girone D
| Squadra       | P.ti | G | V | P | S | RF | RS | DR |
| ------------- | ---- | - | - | - | - | -- | -- | -- |
| Estoril Praia | 6    | 2 | 2 | 0 | 0 | 5  | 2  | +3 |
| Porto         | 3    | 2 | 1 | 0 | 1 | 3  | 4  | -1 |
| Leixões       | 0    | 2 | 0 | 0 | 2 | 2  | 4  | -2 |

|               | Por   | Est   | Lei   |
| Porto         |       |       | 2 - 1 |
| Estoril Praia | 3 - 1 |       |       |
| Leixões       |       | 1 - 2 |       |

## Final four

### Semifinali
| 23 gennaio 2024 |                 |                  |
| Braga           | 1 - 0           | Sporting Lisbona |
| 24 gennaio 2024 |                 |                  |
| Benfica         | 1 - 1 (4-5 dtr) | Estoril Praia    |

### Finale
| Arbitro: | Veríssimo (Leiria) |

|                                              |                      |                                                |
| R. Horta 20’                                 | Marcatori            | 6’ (rig.) Cassiano                             |
| R. Horta J. Moutinho A. Ruiz Pizzi Elmusrati | Tiri di rigore 5 – 4 | Volnei A. Marqués H. Tavares W. Pina T. Araújo |